# 林奏延
林奏延（1948年10月28日—） ，臺北醫學院醫學系學士。曾於江宜樺內閣擔任衛生福利部政務次長和代理部長、林全內閣擔任衛福部部長；2016年6月8日兼任國家年金改革委員會委員；2017年12月接任醫療財團法人辜公亮基金會董事長。

## 经历
林奏延曾任林口長庚醫院小兒感染科專科醫生及兒童醫院院長、前衛福部政務次長、前衛福部部長，現任醫療財團法人辜公亮基金會董事長。

### 江宜樺內閣
在2011-2015年擔任馬政府衛生福利部次長期間，林奏延在2013年推動「兒童衛教指導服務補助方案」，除了疾病預防和保健，也加強對事故傷害與居家安全的宣導；2014年則催生四家通過衛福部審核、正式掛牌的兒童醫院。

### 林全內閣
2016年5月23日，衛福部部長林奏延率團參與在日內瓦舉行的第六十九屆世界衛生大會（WHA），但在赴會致詞中自稱「Chinese Taipei（中華台北）」、僅在說明健保涵蓋率時提到一次「Taiwanese（台灣人民）」，未如過去馬政府7次出席時皆有提到「Taiwan（台灣）」。
2016年7月，衛福部部長林奏延拍板，於隔年起將療程價格約200萬之C型肝炎口服新藥物Harvoni等納入全民健康保險，降低C型肝炎患者惡化為肝癌或肝硬化之情形。
2016年9月，林奏延部長公開宣示長照2.0將於2017年全面啟動，推動多元評估量表、支付制度、長照ABC三級服務體系試辦。
2016年11月，衛福部長林奏延於臺灣醫學會第109屆總會學術演講會上，以「沒有包袱的醫療改革」為題進行特別演講，提出醫院評鑑減輕行政負擔、落實分級醫療等政策方向，並宣示受僱醫師於108年9月納入勞動基準法。
2016年11月，林奏延部長於媒體受訪時宣布，自隔年元旦起，兒科醫師為1歲以下幼童施打公費疫苗，除原有掛號費、審查費，每次將由疾病管制署額外補助100元處置費。其形容此政策之通過是「遲來的正義」，並感謝兒科醫師為孩子健康的付出。

### 卸任部長後
2017年4月，林奏延獲瑞信兒童醫療基金會頒發「兒童醫療奉獻獎——終身貢獻獎」，並於獲獎時公開強調少子化議題的迫切，倡議推動六歲以下兒童由國家養的人口紅利政策，建議由內政部、教育部、衛福部等跨部會共同推動社會住宅、疫苗券、奶粉券等社會福利。
2022年5月，因發生兒童確診嚴重特殊傳染性肺炎死亡事件，總統蔡英文指示下由林奏延召集專家小組，建立治療臨床指引和困難個案的諮詢。
2022年6月，衛生福利部通過「台灣兒童新型冠狀病毒合併神經系統併發症之基因易感性研究」計畫，由長庚醫療財團法人林口長庚紀念醫院、國家衛生研究院以及前衛福部部長林奏延主持，研究將對腦炎病童與家長做基因定序，目標是找出台灣兒童染疫後併發腦炎之原因。

## 外部連結
| 中華民國政府職務 | 中華民國政府職務                                  | 中華民國政府職務 |
| ---------------- | ------------------------------------------------- | ---------------- |
| 行政院           |                                                   |                  |
| 前任： 邱文達    | 衛生福利部部長 代理 2014年10月3日－2014年10月22日 | 繼任： 蔣丙煌    |
| 前任： 蔣丙煌    | 衛生福利部部長 第三任 2016年5月20日－2017年2月9日 | 繼任： 陳時中    |